# Evert den Hartog
Evert den Hartog (Groot-Ammers, 1949) is een Nederlands beeldhouwer en medailleur.

## Leven en werk
Den Hartog volgde van 1971 tot 1976 een kunstopleiding aan de Rotterdamse Academie van Beeldende Kunsten en Technische Wetenschappen en kreeg daar les van onder anderen Arie Teeuwisse en Bram Roth. Hij begon aanvankelijk met het maken van beeldhouwwerken in keramiek, maar bekwaamde zich daarna in het bronsgieten.
Den Hartog is bekend om zijn gestileerde bronzen dierfiguren. Met name vogels en stieren zijn terugkerende onderwerpen. Ook zijn dochter Eline diende hem tot inspiratie, zoals is te zien aan zijn beelden met betrekking tot ballet en zwemles.
Hij streeft naar een zekere speelsheid en humor in zijn werk, die goed is terug te vinden in zijn behandeling van thema's uit de Griekse mythologie, onder andere Leda en de zwaan en Europa en de stier.

## Werken in de openbare ruimte (selectie)
- Leusden: Stier, Kastanjelaan, brons, 1986
- Den Haag: Gravin van Bylandt, Wassenaarseweg, brons, 1987
- Groot-Ammers – Liesveld: Knikkerende meisjes, Fortuijnplein, brons, 1983
- Helmond: Meisje met hond, Trompstraat / Van Speyklaan.
- Rotterdam: Evenwichtje, Korte Hoogstraat, brons, 1987
- Rotterdam: Meisje met handdoek, Kromme Zandweg (De Oliphant), brons, ca. 1990
- Rotterdam: Ballerina I, Kromme Zandweg (De Oliphant), brons, 1988
- Rotterdam: Ballerina II, Volmarijnstraat, brons, 1988
- Voorschoten: Zwanen, Leidseweg 25 (gemeentehuis), brons, 1988
- Liesveld: Schippersjongen, Buitenhaven Nieuwpoort, brons, 1989
- Zoetermeer: Meisje spelend met hond, Driekant, brons, 1990
- Hoogvliet: Vlucht van vijf eenden, kinderboerderij Marthalaan, brons, 1993
- Rotterdam: Ballerina III, Verschoorstraat, brons, 1994
- Helmond: De zeven snippen, Weg op den Heuvel, brons, 1997
- Oudewater: De Drie zwanen, Prinses Margrietstraat (plantsoen Wulverhorst), brons, 2000
- Harderwijk: De zwanen, Triasplein, brons, 2007
- Tiel: Beer met jong, Linge-Waalpark, Passewaay, brons, 2008

Voorts staan er werken van Evert den Hartog in onder andere Kobe, Dallas, Jakarta, Antwerpen, Amsterdam en Voorschoten.

## Fotogalerij

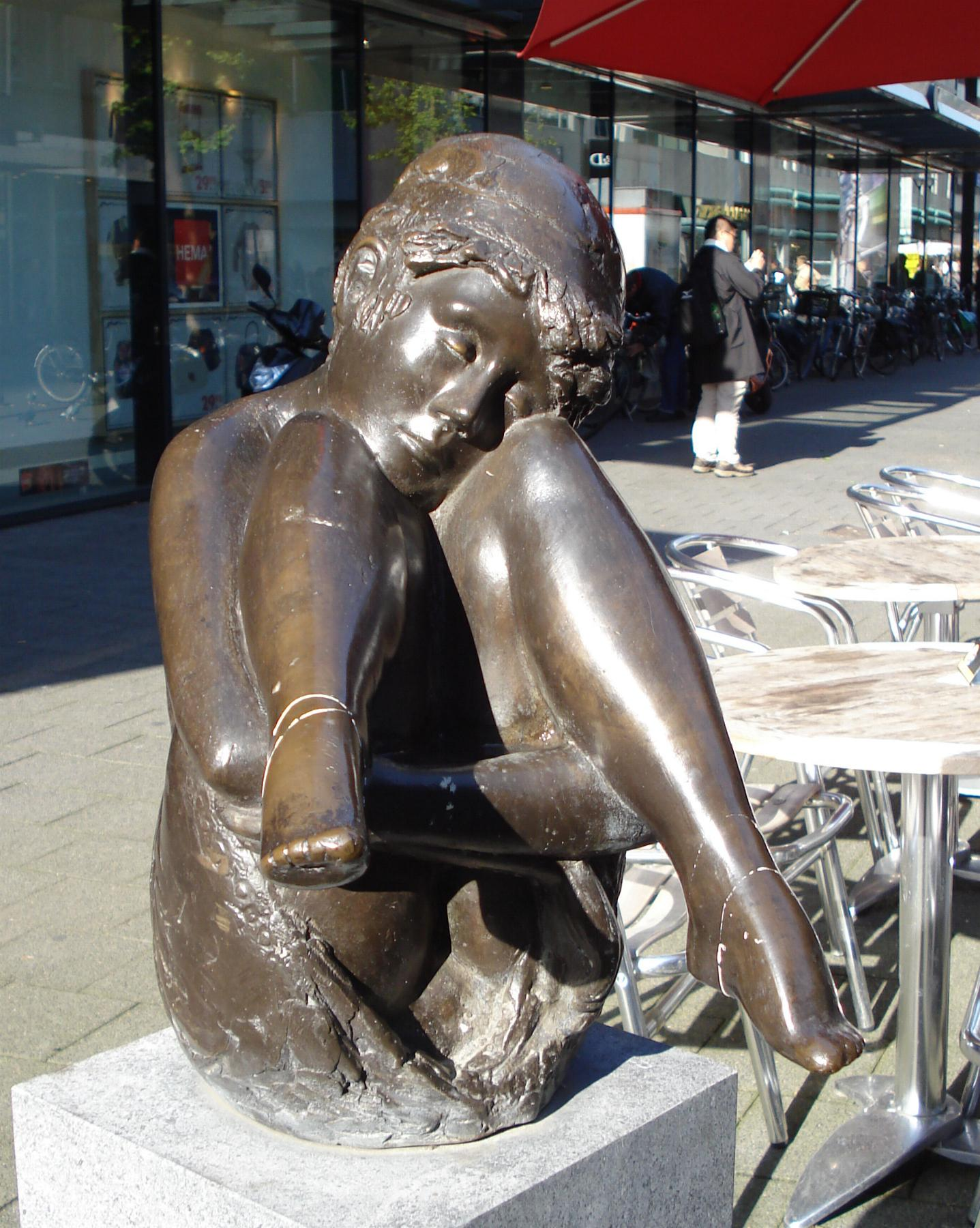
Evenwichtje (1987), Rotterdam
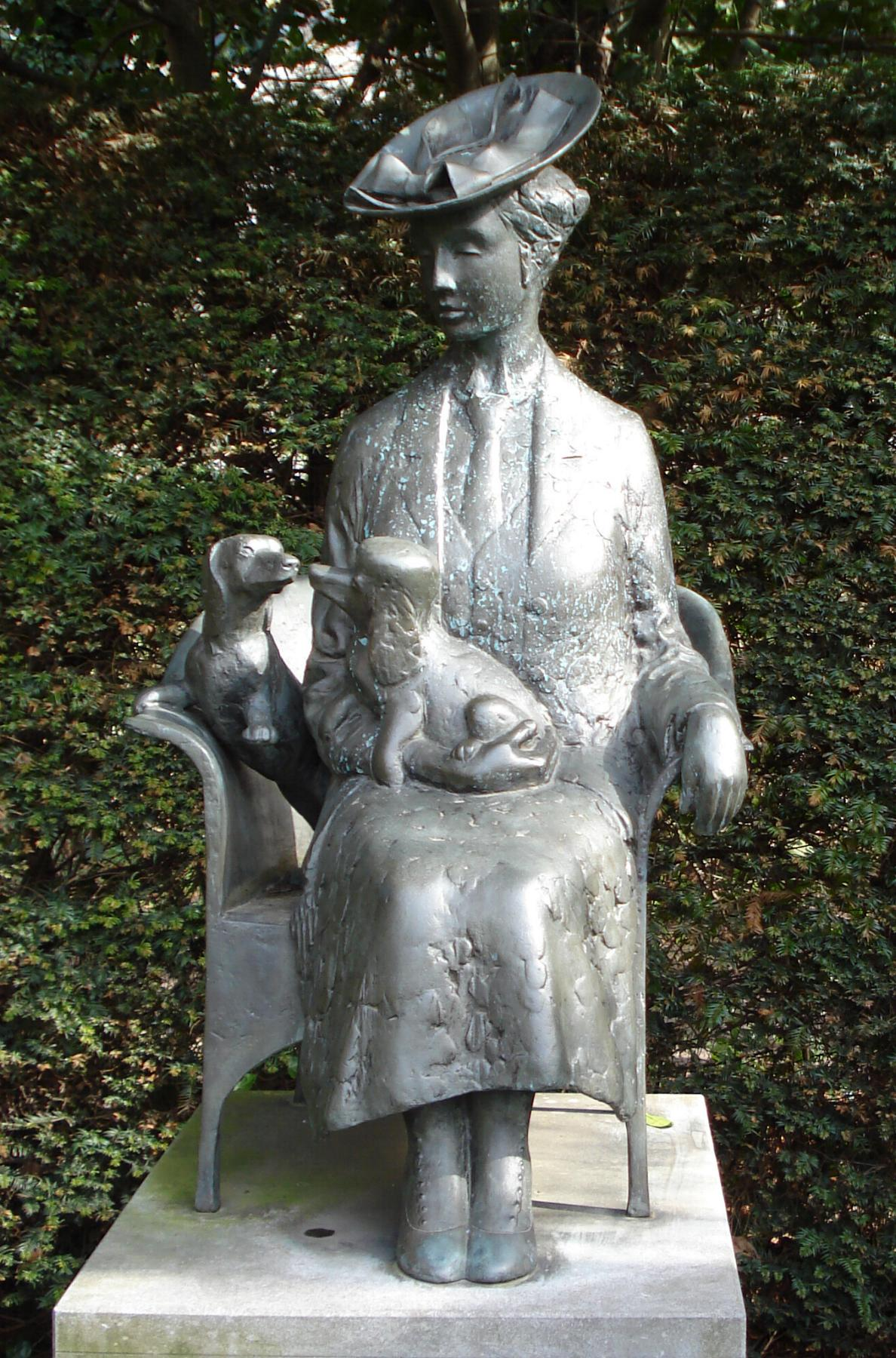
Gravin van Bylandt (1987), Den Haag
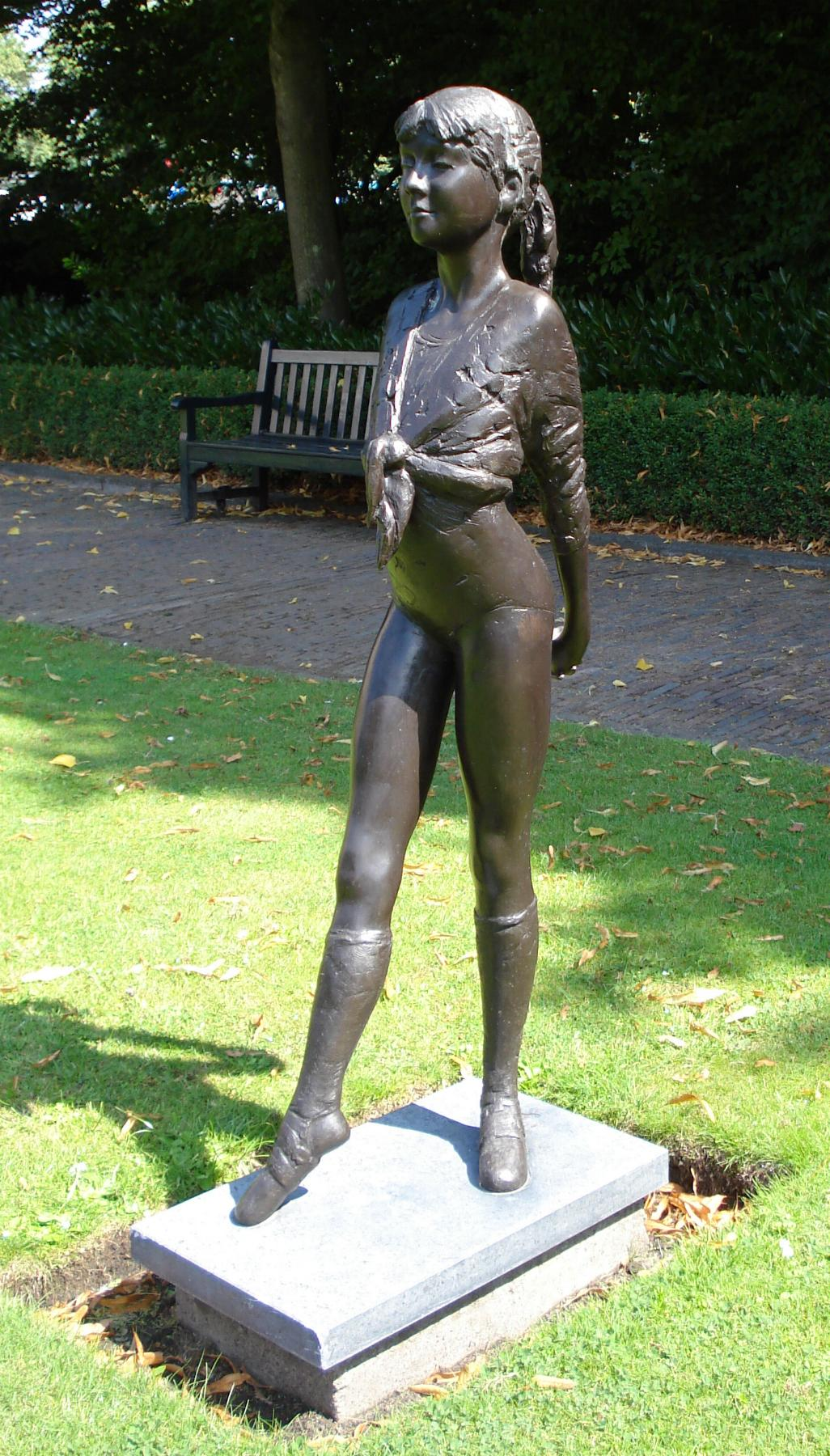
Ballerina I (1988), Rotterdam
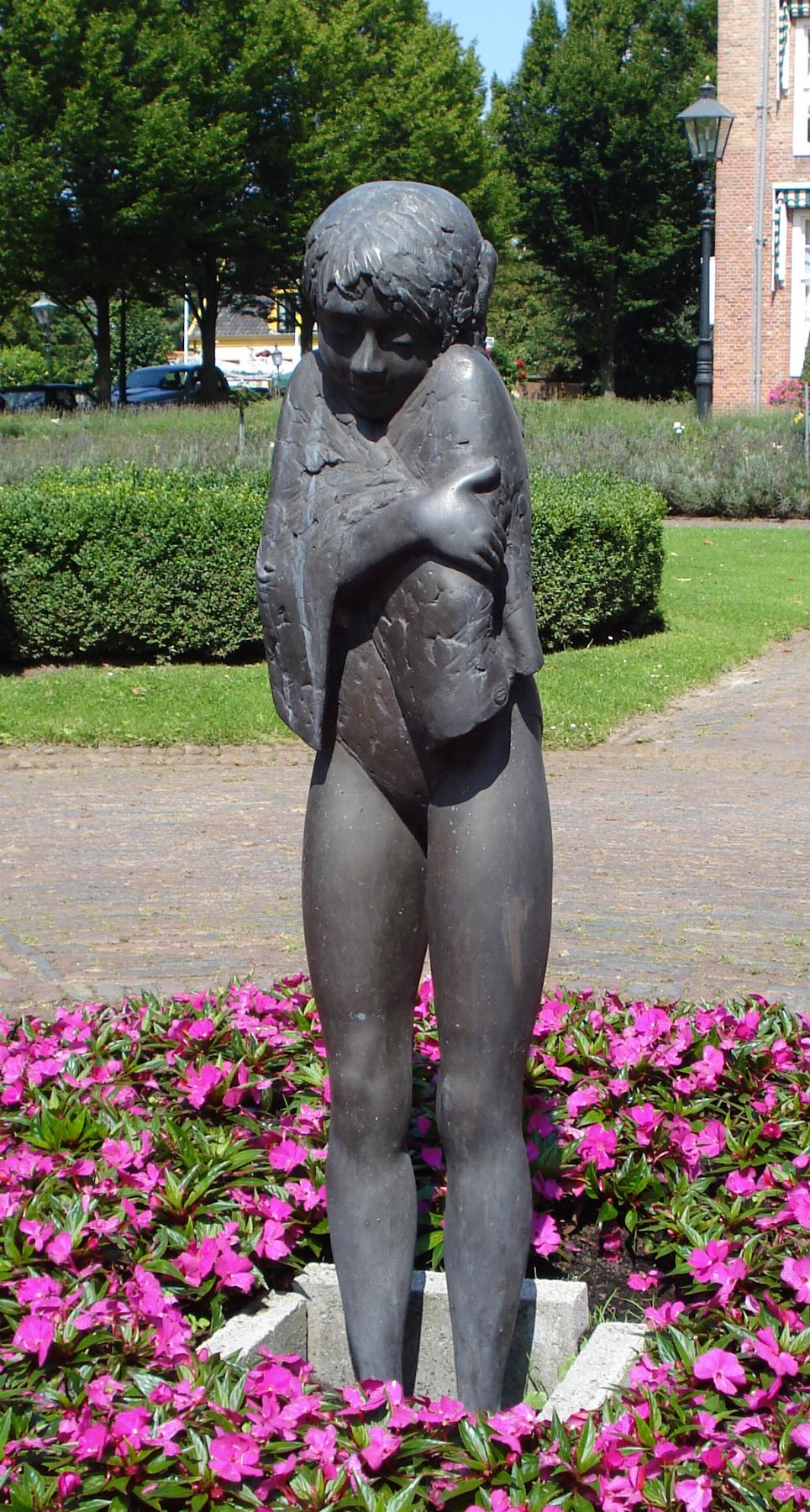
Meisje met handdoek (ca. 1990), Rotterdam
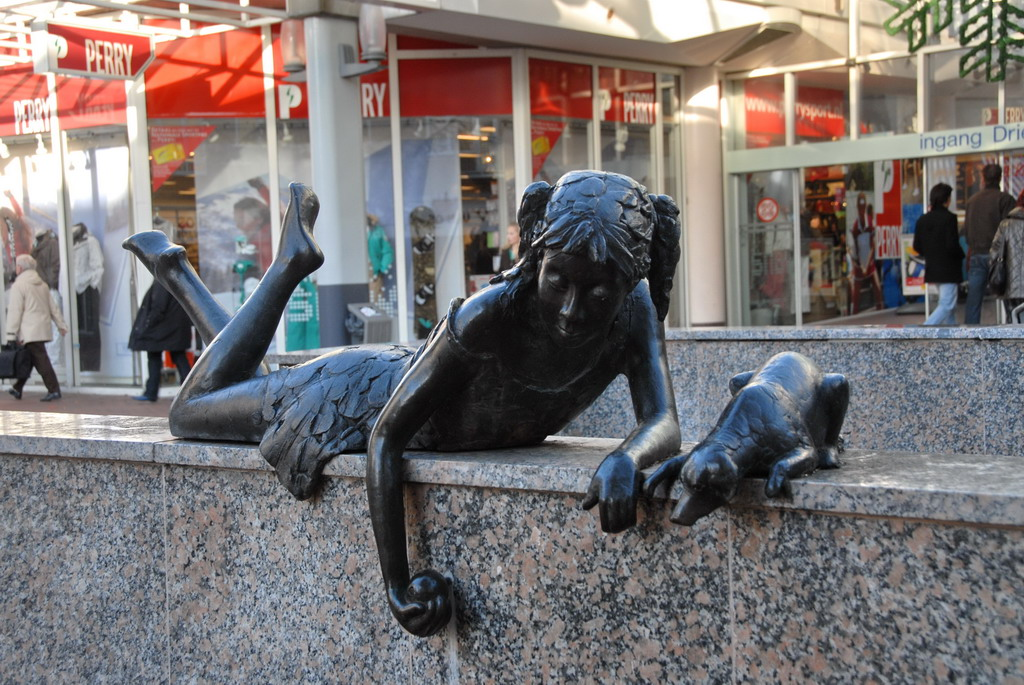
Meisje spelend met hond (1990), Zoetermeer

## Publicaties
- “Frozen Moments Evert den Hartog beeldhouwer”, Judith Toering. Waal Marketing Communicatie 1999, ISBN 90-805153-1-0
- Dieren, spiegel voor de ziel, Jan en Ietje Hofstra, Karmelklooster Drachten 2009, ISBN 978-90-805673-6-8